# Cymbopogon minutiflorus
Cymbopogon minutiflorus är en enhjärtbladig växtart som beskrevs av Soejatmi Dransfield. Cymbopogon minutiflorus ingår i släktet Cymbopogon och familjen gräs.
Artens utbredningsområde är Sulawesi. Inga underarter finns listade i Catalogue of Life.